# 尼尔斯·雅各布·霍夫
尼尔斯·雅各布·霍夫（挪威語：Nils Jakob Hoff，1985年2月5日—），挪威男子赛艇运动员。他曾代表挪威参加世界赛艇锦标赛，获得一枚金牌。他也曾参加2012年和2016年夏季奥运会。